# G.Bommasandra, Gauribidanur
G.Bommasandra là một làng thuộc tehsil Gauribidanur, huyện Kolar, bang Karnataka, Ấn Độ.